# Winfield Scott

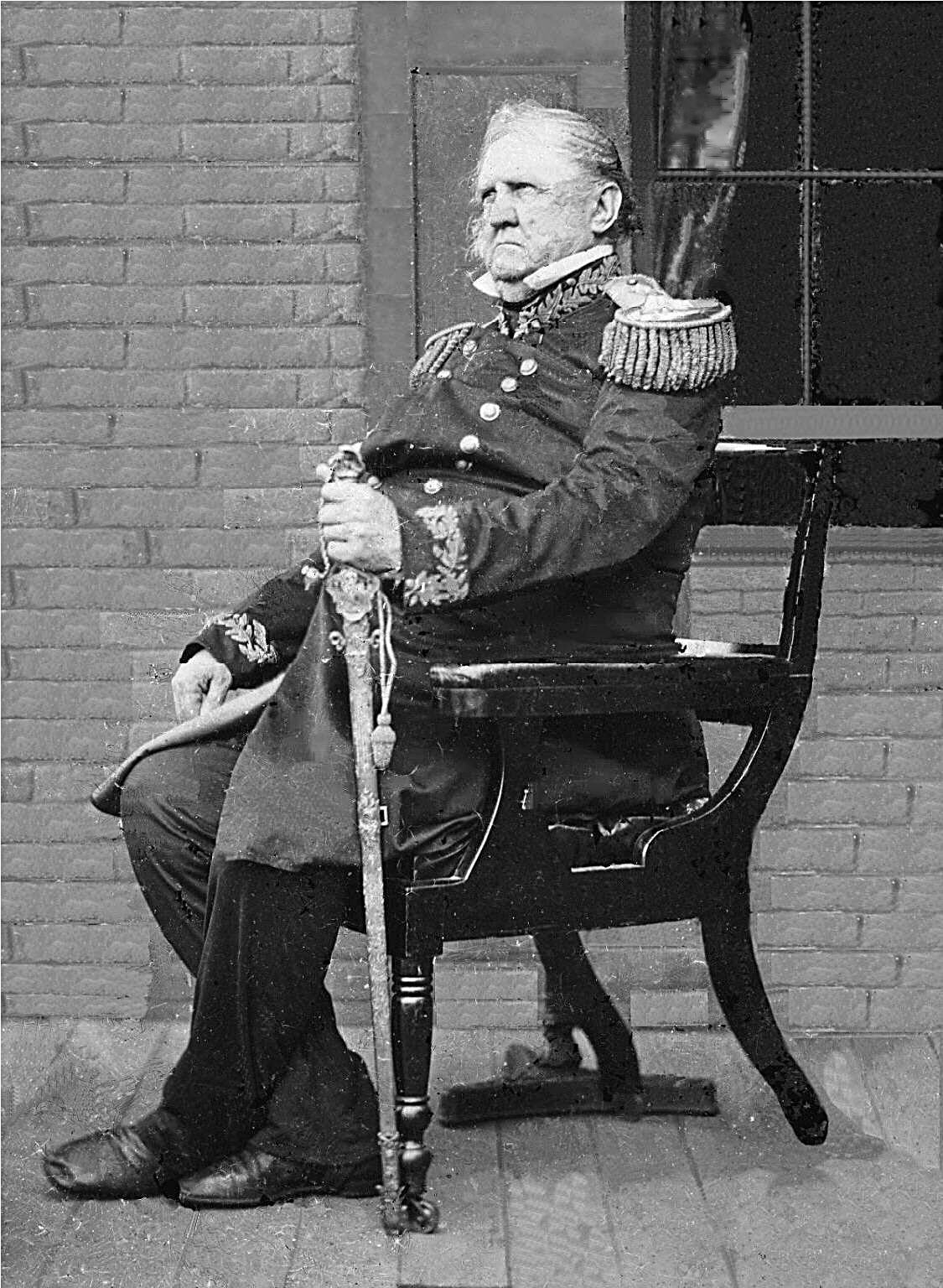
Lieutenant General Winfield Scott, 1861

Winfield Scott (* 13. Juni 1786 in Laurel Branch bei Petersburg, Dinwiddie County, Virginia; † 29. Mai 1866 in West Point, Orange County, New York) war ein US-amerikanischer General, Diplomat und Politiker.

## Biografie

### Familie

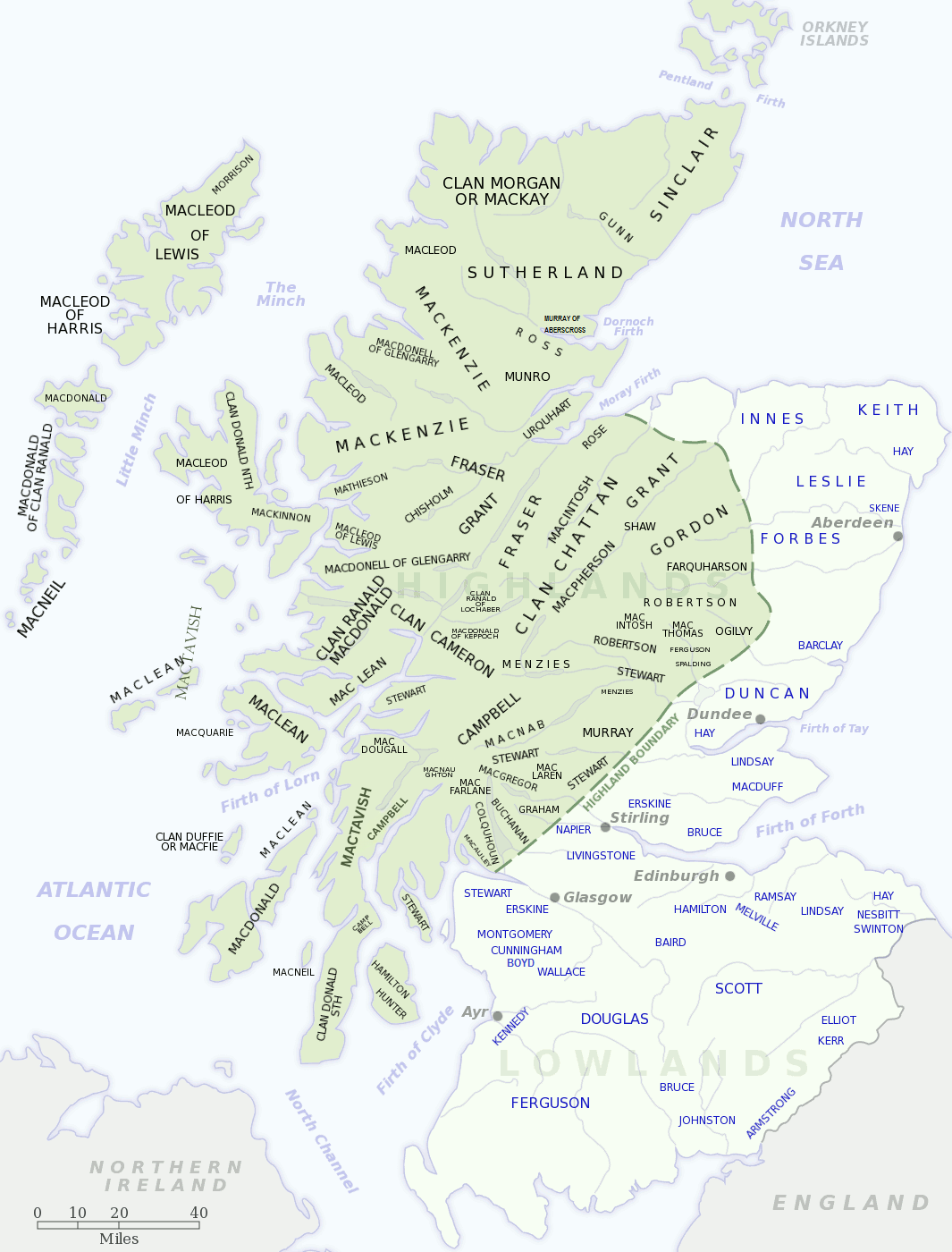
Herkunft der Familie Scott aus den Clangebieten Schottlands

Die Vorfahren von Scott stammen, wie der Name Scott zeigt, aus Schottland. Scotts Großvater, James Scott (1720–1760), wurde in den schottischen Lowlands im Grenzgebiet zu England in der Nähe von Abbotsford in der Grafschaft Roxburghshire geboren. Er war Angehöriger des schottischen Clan der Scott von Buccleuch, der seine Wurzeln bis 1120 auf einen Uchtredus filius Scoti zurückführen kann. James Scott war Jakobiter, also Anhänger des 1688 in der Glorious Revolution gestürzten katholischen Königs James (Jakob) II./VII. von England und Irland sowie Schottland aus dem Haus Stuart. Während des Zweiten Jakobitenaufstandes von 1745/46 kämpfte James Scott als Reiter in der kleinen Schwadron Kavallerie der Lowland-Clans dann auch auf der Seite der Jakobiten unter Charles Edward Stuart. Dieser erlitt jedoch in der Schlacht bei Culloden 1746 eine vernichtende Niederlage gegen die britischen Truppen.
Der 26-jährige James Scott floh daraufhin nach Nordamerika in die britischen Neuenglandkolonien nach Jamestown, Virginia. Er ließ sich in der Nähe von Petersburg nieder, studierte dort noch zusätzlich britisches Recht (Common Law) und praktizierte als Rechtsanwalt. 1746 heiratete er Sarah Elizabeth Pegram aus einer einflussreichen virginischen Familie, mit der er insgesamt sechs Kinder hatte, darunter als zweitältesten Sohn, William Scott, den Vater von Scott.
William Scott (1747–1791) wurde erfolgreicher Farmer und baute im Dinwiddie County, 14 Meilen südwestlich von Petersburg, die Plantage Laurel Branch auf, die er nach und nach zum Familienanwesen ausbaute. Bereits 1767 hatte er Ann Mason (1751–1803) geheiratet, Tochter von Daniel Mason und Elizabeth Winfield, deren Familien die angesehensten und wohlhabendsten von Virginia und des gesamten Dinwiddie County waren. Während des Amerikanischen Unabhängigkeitskrieges von 1776 bis 1783 kämpfte William Scott zuletzt als Hauptmann in der Kontinentalarmee im Krieg gegen das Vereinigte Königreich.
Scott wurde 1786 auf der Plantage seiner Eltern Laurel Branch als jüngstes von acht Kindern geboren. Er wurde nach dem Bruder seiner Mutter, seinem wohlhabenden Onkel Winfield Mason Scott benannt. Seine sieben älteren Geschwister waren Elizabeth (1767–1838), Mary (1772–1838), Elisha (1774–?), Ann (1775–1872), James (1777–1840/42), Rebecca (1780–1850) und Martha (1783–?). Später heirateten sowohl sein Bruder James, der als ältester Sohn die Plantage seiner Eltern übernahm, und seine Schwester Rebecca in die virginische Familie Pegram ein.

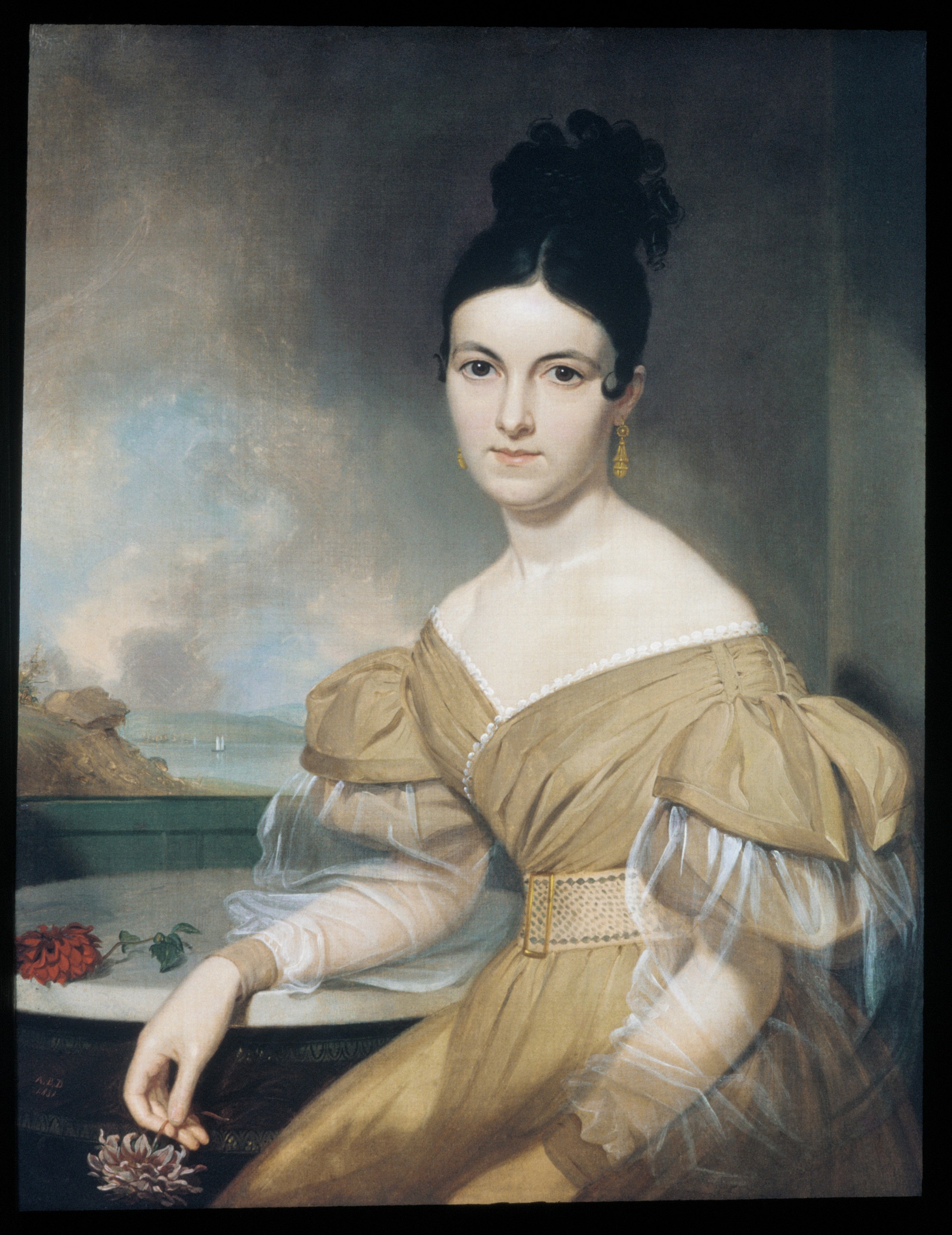
Winfield Scotts Frau Maria DeHart Mayo, Gemälde um 1831

Nach dem Tod seiner Eltern war der 17-jährige Scott weitgehend auf sich selbst gestellt.
Scott heiratete 1817 Maria DeHart Mayo (1789–1862) aus Richmond (Virginia), die aus einer der angesehensten und wohlhabendsten Familien Virginias stammte. Sie war die Tochter von Abigail DeHart (1761–1845) und Colonel John Mayo (1760–1818). Aus der Ehe gingen sieben Kinder hervor – fünf Mädchen und zwei Jungen; vier starben im Kindesalter:

Tochter Cornelia (1825–1885) war mit Colonel Henry Lee Scott (1814–1886), langjähriger Adjutant von General Scott verheiratet. Aus der Ehe ging der gleichnamige Winfield Scott hervor.

Tochter Adeline Camilla (1831–1882) heiratete Gould Hoyt (1822–1883), einen wohlhabenden Kaufmann aus New York City. Aus der Ehe gingen sechs Kinder hervor.

Tochter Marcella (1834–1909) heiratete Charles Carroll McTavish (1818–1868) aus einer katholischen Familiendynastie in Maryland. Aus der Ehe gingen fünf Kinder hervor.
Scotts Bruder James Scott (1777–1840/42) kämpfte im Britisch-Amerikanischen Krieg von 1812 im Rang eines Lieutenant Colonel in der Miliz von Virginia und befehligte das 83rd Infantry Regiment, welches die Atlantikküste im Abschnitt Norfolk (Virginia) vor Anlandungsversuchen britischer Truppen verteidigte.

### Ausbildung

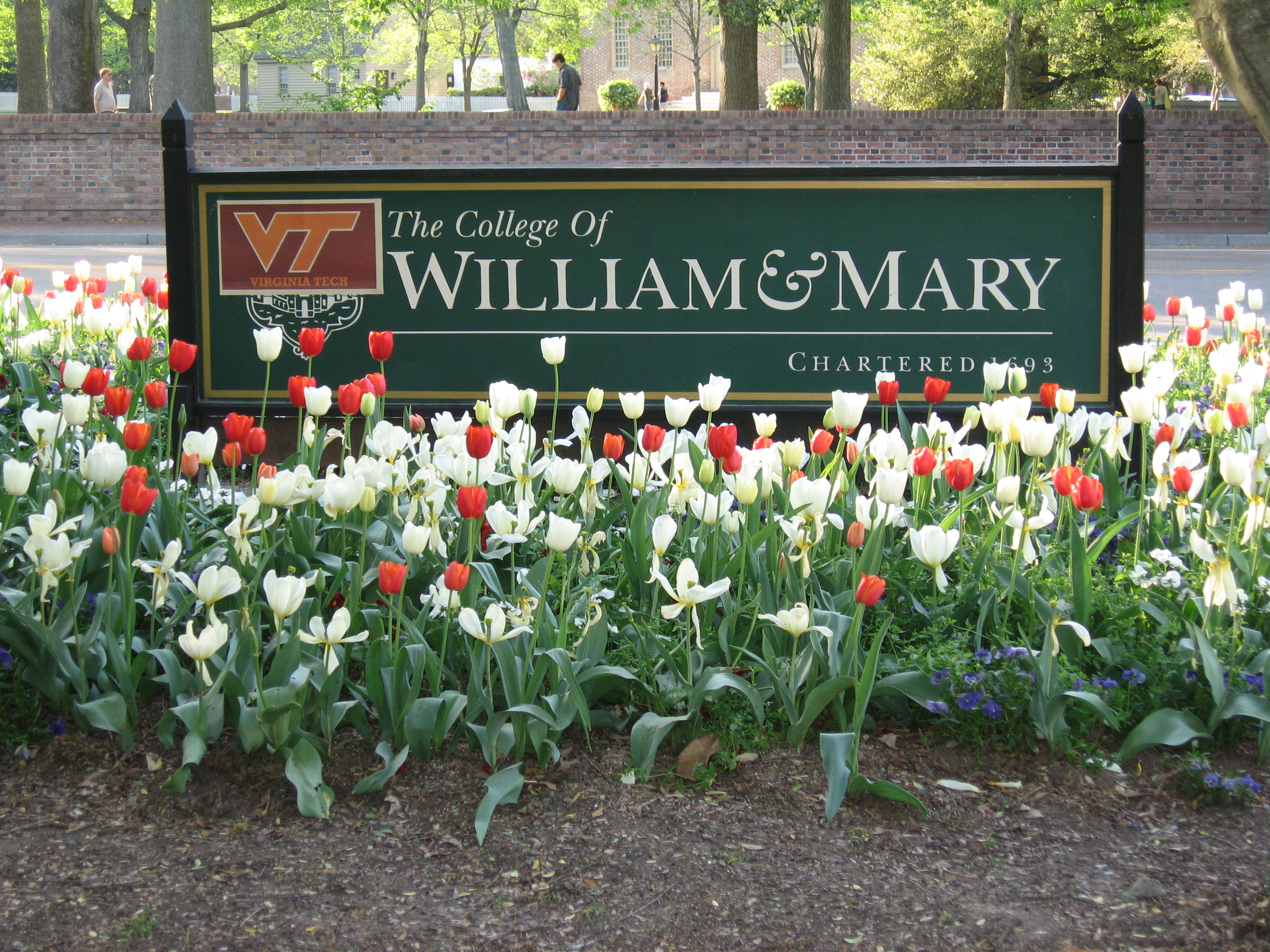
College of William & Mary; Scott studierte hier

Über die Erziehung und schulische Bildung von Scott ist nur wenig bekannt. Er besuchte oft den Nachbarn James Greenway, einen Physiker, aus dessen umfangreicher Bibliothek er sich oft Bücher auslieh. Scotts eigentliche schulische Bildung war nur sehr sporadisch. 1798/99 war er für knapp zwei Jahre auf der Internatsschule des Quäkers James Hargrave in Williamsburg (Virginia). 1804 besuchte er für ein Jahr die Akademie des Schotten James Ogilvie in Richmond (Virginia).
1805 schrieb sich Scott in das renommierte College of William & Mary in Williamsburg (Virginia) ein, die nach der Harvard University in Cambridge (Massachusetts) zweitälteste höhere Bildungseinrichtung der USA. In dem von Bischof James Madison, einem Cousin des gleichnamigen späteren US-Präsidenten James Madison geleiteten College, studierte er Chemie, Natur- und Experimentalphilosophie sowie Rechtswissenschaften (Common Law). Da er schnell Interesse an Jura fand und der Berufswahl seines Großvaters James Scott folgen wollte, wählte er zusätzlich noch Zivilrecht und Internationales Recht als Studienfächer. In diesem Zusammenhang hörte er auch erstmals Vorlesungen, Vorträge, Reden und Diskussionen seines Juraprofessors Henry St. George Tucker über die „besondere Institution“ („The Peculiar Institution“) der Sklaverei in den Vereinigten Staaten und die juristischen Möglichkeiten einer eventuell schrittweisen Emanzipation der afroamerikanischen Sklaven in die US-amerikanische Gesellschaft, was Einfluss auf seine späteren politischen Ansichten und politische Karriere hatte. Darüber hinaus begann er sich bewusst für Religion und insbesondere für die Episkopalkirche zu interessieren und begeisterte sich auch für die Politik der USA und dem politischen Programm der Anti-Föderalisten die sich in der Demokratisch-Republikanischen Partei unter US-Präsident Thomas Jefferson zusammengefunden hatten.
Weiterhin verbrachte er aber auch sehr viel Zeit mit dem Lesen, beispielsweise der Werke von Philosophen und Historikern wie Adam Smith, John Locke, Thomas Hobbes, Edward Gibbon und David Hume, Veröffentlichungen von Essayisten und Dichtern wie William Shakespeare, John Milton, Joseph Addison und John Dryden sowie Büchern von Schriftstellern und Romanautoren wie Henry Fielding, Oliver Goldsmith, Washington Irving, James Fenimore Cooper und Sir Walter Scott, mit dem er über seinen Großvater James Scott und dem schottischen Clan Scott sogar weitläufig verwandt war. Darüber hinaus interessierte er sich sehr für Feldherren wie Caesar oder Scipio Africanus und beschäftigte sich mit deren Leben sowie deren politischem und militärischem Wirken. Überdies perfektionierte er seine Lesekenntnisse französischsprachiger Texte, sodass er diese ohne Probleme lesen und auch verstehen konnte, jedoch nur wenig flüssig und mit deutlichem Akzent Französisch sprach.
Nachdem Scott 1806 das College verlassen hatte, trat er in die Kanzlei des Rechtsanwalts David Robertson in Petersburg ein, wo er sein Studium der Rechtswissenschaften beendete. Scott verfolgte 1807 auch die Gerichtsverhandlung gegen den ehemaligen US-Vizepräsidenten Aaron Burr wegen Hochverrats und Verschwörung, bei dem auch der Brigadier General James Wilkinson als Zeuge vernommen wurde; Scott lernte ihn wenige Jahre später kennen.

### Dienst in der Miliz, Eintritt in die U.S. Army
Anfang Juli 1807 trat Scott für kurze Zeit als Korporal der Kavallerie in die Miliz von Virginia ein. 1808 wurde er als Hauptmann der Artillerie in die US Army übernommen. Fast zwei Meter groß, war er physisch beeindruckend. Dazu kam eine ausgeprägte Eitelkeit. Ein starker Wissensdurst, eine rasche Auffassungsgabe und ein großer Bildungshunger kennzeichnet ihn. Er lernte Griechisch, Latein, Rhetorik und Philosophie sowie militärische Taktik, las Werke europäischer Autoren über Strategie und hatte während seiner Feldzüge stets eine umfangreiche Bibliothek bei sich. Mit seinen fundierten militärtheoretischen Kenntnissen war er in der von Amateuren geprägten US Army seiner Zeit eine Ausnahmeerscheinung. Sein Geltungsdrang brachte ihn jedoch auch in erhebliche Schwierigkeiten. Wegen eines Streits mit seinem Vorgesetzten James Wilkinson, den er öffentlich kritisiert hatte, wurde er für ein Jahr degradiert. In späterer Zeit wurde er auch oft für seinen Umgang mit öffentlichen Geldern kritisiert, jedoch nie mit größeren Auswirkungen auf seine Karriere.

### Britisch-Amerikanischer Krieg, 1812

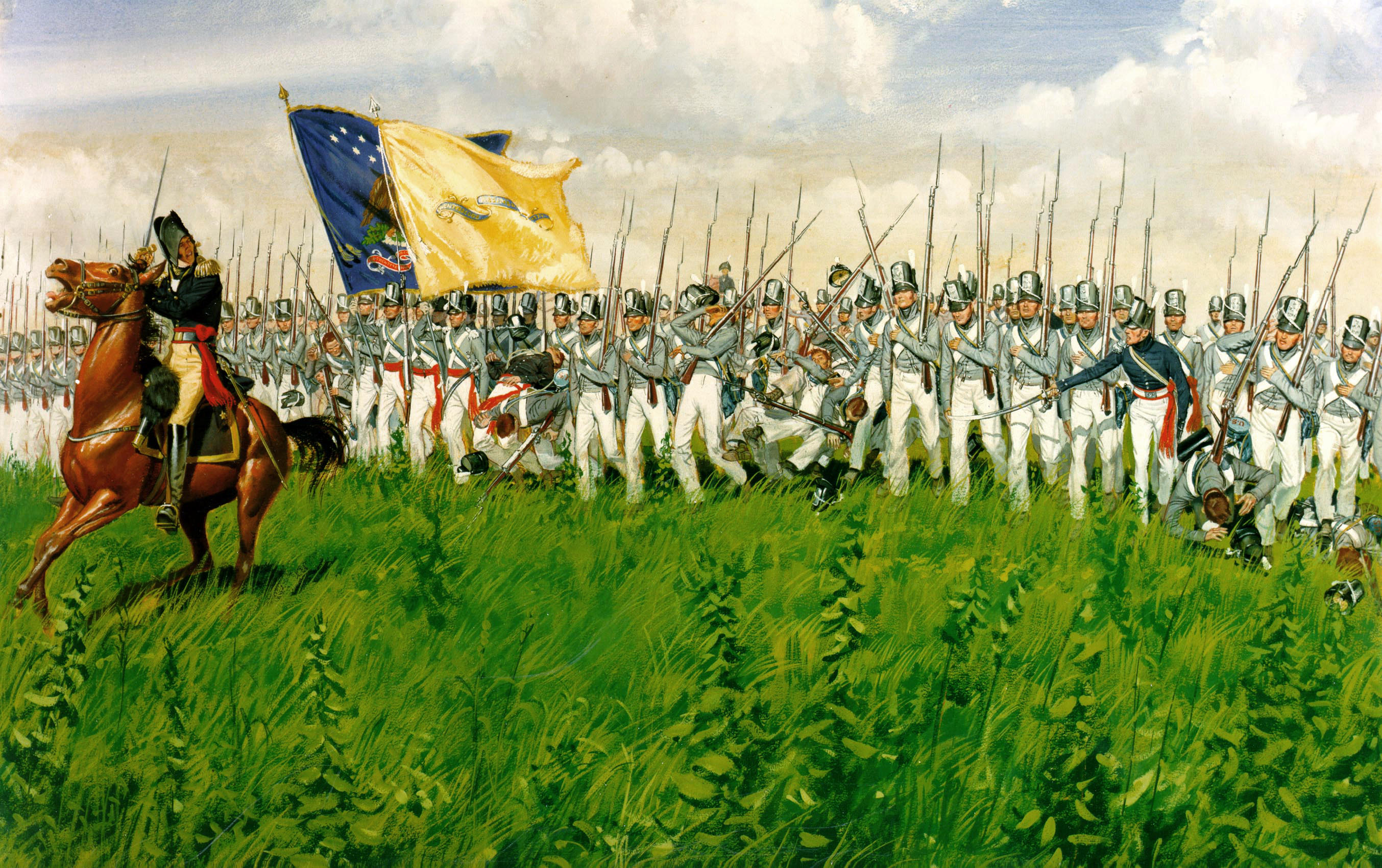
Scott als Brigadier General in der Schlacht von Chippawa, 1814

1812, bei Ausbruch des Krieges mit dem Vereinigten Königreich war Scott Lieutenant Colonel (Oberstleutnant). Als solcher geriet er bei der schweren amerikanischen Niederlage in der Schlacht von Queenston Heights im Oktober 1812 in britische Gefangenschaft, aus der er durch einen Gefangenenaustausch im Januar 1813 wieder freikam. Er hatte ein Kontingent regulärer Truppen geführt, die während der Schlacht den Niagara überschritten hatten, aber abgeschnitten und zur Kapitulation gezwungen wurden.
Im März 1813 wurde Scott zum Colonel (Oberst) befördert und war Stabschef von Generalmajor Henry Dearborn. Er war im Mai als Regimentskommandeur an der Einnahme von Fort George beteiligt. Er äußerte öffentlich scharfe Kritik an „schwachköpfigen“ Offizierskollegen und an der amerikanischen Strategie insgesamt, etwa am Feldzug von 1813 auf der Niagara-Halbinsel, wo er seiner Meinung nach durch General Dearborn, den ranghöchsten Offizier des US-Heeres, von entscheidenden Schlägen gegen die zahlenmäßig weit unterlegenen Briten zurückgehalten worden war. An den peinlichen Niederlagen dieses Feldzugs (Schlachten am Stoney Creek und bei Beaver Dams) hatte er keinen Anteil und büßte dadurch – anders als einige seiner Kollegen – seinen guten Ruf nicht ein.
Scott wurde 1814 als umsichtiger und kompetenter Kommandeur von Präsident James Madison zum Brigadegeneral befördert. Er war damit der jüngste General des US-Heeres und übernahm das Kommando über eine in Buffalo stationierte Brigade. Er begann umgehend diese Einheiten nach seinen Vorstellungen zu formen. Die Offiziere wurden in Kampftaktiken geschult, die Mannschaften über mehrere Monate hinweg bis zur völligen Erschöpfung gedrillt. Scott sorgte auch für eine durchgreifende Verbesserung der sanitären Bedingungen, die zu einem deutlichen Rückgang der Krankheiten führte. Auf diese Weise formte er einen leistungsfähigen, gut ausgebildeten und homogenen Großverband, flößte seinen Soldaten neues Selbstvertrauen ein und erwarb sich mit seinem fundierten militärischen Wissen, seinem Führungstalent und seinem persönlichen Mut ihren Respekt.
Mit seiner Brigade nahm Scott im Juli 1814 an Jacob Browns Invasion in Kanada teil, dem letzten und ernsthaftesten Versuch, die britische Kolonie für die USA zu erobern. Mit diesem etwa 2000 Mann umfassenden Verband gelang es ihm am 5. Juli, britischen Truppen unter Generalmajor Phineas Riall in der Schlacht bei Chippewa eine empfindliche Niederlage zuzufügen. Er erwies sich als ein Meister der klassischen Infanterietaktik, durchbrach mit einem schnellen Angriff die Linien der Briten und zwang sie zu einem hastigen Rückzug. Dieser Sieg bildete den Grundstein für Scotts weitere Karriere, blieb aber ohne dauerhafte militärische Auswirkungen. Da es die Amerikaner versäumten, ihren Erfolg rechtzeitig auszunutzen, verloren sie die entscheidende Schlacht bei Lundy’s Lane am 25. Juli 1814 gegen die erheblich verstärkten Briten unter Brigadegeneral Gordon Drummond. Scotts Aggressivität, die ihm bei Chippewa den Sieg eingebracht hatte, hatte hier tragische Konsequenzen, denn seine Brigade wurde in dieser äußerst verlustreichen Schlacht bei einem frontalen Angriff gegen starke britische Verbände weitgehend vernichtet, er selbst schwer verwundet. Kritiker beschuldigten ihn zwar, er habe seine Soldaten seiner persönlichen Ruhmsucht und Eitelkeit geopfert, änderten aber nichts daran, dass er aus dem Krieg von 1812 als öffentlich weithin gefeierter Held hervorging. Nach dem Krieg konnte er deshalb seine Bemühungen um eine verbesserte Ausbildung des Heeres und die Professionalisierung des Offizierskorps fortsetzen. Dadurch prägte er das amerikanische Heer im 19. Jahrhundert. Mehrere Offiziere des Korps wie Robert E. Lee sammelten ihre ersten militärischen Erfahrungen unter seinem Kommando.

### Feldzüge gegen die Indianer
Obwohl er sich aufgrund seines Charakters zahlreiche Feinde machte – mit Andrew Jackson soll er so aneinandergeraten sein, dass beide ein Duell verabredeten, aber auf den Kampf verzichteten, weil jeder vom Mut des anderen überzeugt war – erhielt er weitere wichtige Kommandos. 1829 wurde er Oberkommandierender des Eastern Departments der Army. 1832 kommandierte Scott Truppen im Black-Hawk-Krieg, im selben Jahr war er Oberbefehlshaber der Bundestruppen, die in der sogenannten Nullifikationskrise (siehe auch Nullifikationsdoktrin) für einen Einsatz gegen den Bundesstaat South Carolina aufmarschierten. Zum Einsatz kam er auch im Zweiten Seminolenkrieg (1835–1842) in Florida. 1838 erzwang er auf Befehl Präsident Martin Van Burens die Deportation der Cherokee-Indianer aus Georgia in das Indianer-Territorium im heutigen Oklahoma, den sogenannten Pfad der Tränen. Aufgrund schlechter klimatischer Bedingungen, mangelhafter Organisation und Gleichgültigkeit der Amerikaner starben hierbei etwa 4000 Indianer. Obwohl Scott zweifellos die rassistische Haltung der meisten seiner Landsleute gegenüber den Indianern teilte, war er human genug, aufgrund dieser Erfahrungen die Deportation zu stoppen, was ihm massive Kritik der Verantwortlichen, unter anderem Andrew Jacksons, einbrachte. Im März 1839 vermittelte Scott bei Spannungen zwischen dem US-Bundesstaat Maine und der kanadischen Provinz Neubraunschweig (der sog. Aroostook-Krieg).

### Mexikanisch-Amerikanischer Krieg

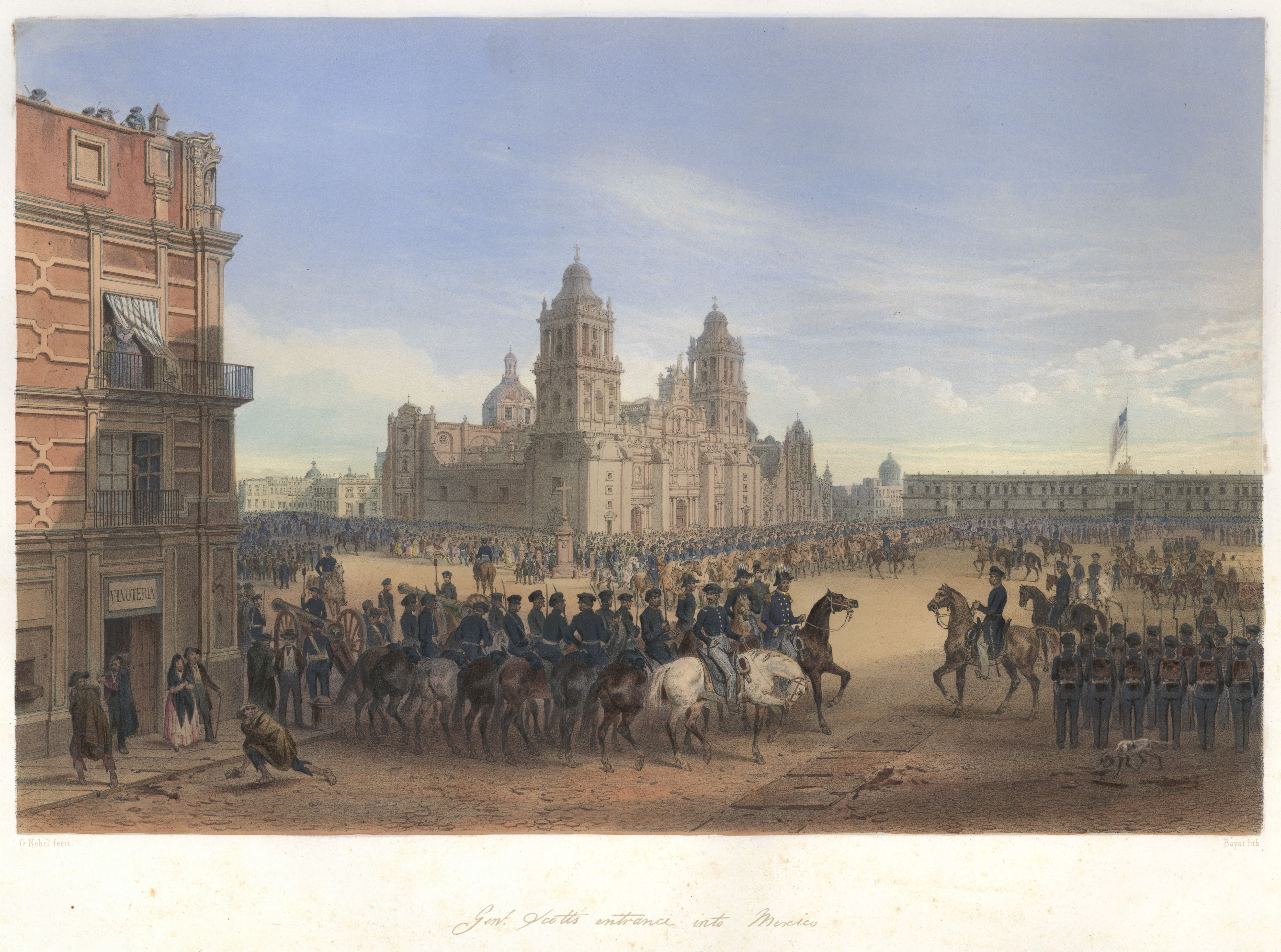
Scotts Einzug in Mexiko-Stadt, Lithografie von Adolphe Jean-Baptiste Bayot nach einer Zeichnung von Carl Nebel, 1851

1841 wurde Scott Generalmajor und Oberbefehlshaber des Heeres. Während des Mexikanisch-Amerikanischen Kriegs (1846–1848) kommandierte er die südliche der beiden US-Armeen, die nach Mexiko vorstießen. Er landete bei Veracruz, nahm die Stadt am 27. März 1847 und folgte der Route des spanischen Konquistadors Hernán Cortés von 1519 in Richtung Mexiko-Stadt. Scotts Gegner in diesem Feldzug war der mexikanische Präsident und General Antonio López de Santa Anna. Scott schlug die Mexikaner in der Schlacht von Cerro Gordo am 18. April 1847, nachdem seine Pioniere einen Bergpfad gefunden hatten, der es den Amerikanern ermöglichte, die gegnerische Position zu umgehen. Am 19. und 20. August besiegte er sie erneut in zwei aufeinanderfolgenden Schlachten bei Contreras und Churubusco, wodurch der Weg nach Mexiko-Stadt frei war. Nach vergeblichen Verhandlungen eroberten die Amerikaner in der blutigen Schlacht von Molino del Rey am 8. September mexikanische Stellungen nahe Mexiko-Stadt. Am 13. September gelang nach zweitägigen Kämpfen in der Schlacht von Chapultepec die Einnahme dieses wichtigen, die Hauptstadt deckenden Forts. Auf Befehl seines Untergebenen William Harney wurden in dem Moment, in dem die amerikanische Flagge auf dem Fort zu sehen war, zehn der bei Churubusco gefangen genommenen und von Kriegsgerichten verurteilten Angehörigen der San Patricios, einer Gruppe meist irischstämmiger US-Amerikaner in mexikanischen Kriegsdiensten, gehängt. Bis heute beurteilt man den Status dieser Soldaten und ihre Hinrichtung kontrovers; teils wird die Hinrichtung als Kriegsverbrechen, teils als legitime Bestrafung von Landesverrätern betrachtet.
Am 14. September drangen die Amerikaner nach erneuten blutigen Kämpfen in Mexiko-Stadt ein, nachdem Santa Anna seine Truppen aus der Stadt zurückgezogen hatte. Als Militärkommandant der Stadt erwarb sich Scott den Respekt sowohl der Mexikaner als auch der US-Behörden. Auseinandersetzungen innerhalb seines Offizierskorps und die Feindseligkeit der Regierung von Präsident James K. Polk wegen seiner Zugehörigkeit zur Whig Party führten zu seiner Ablösung. Es wurde sogar ein Ermittlungsverfahren eingeleitet, um die Disziplinarmaßnahmen Scotts gegen illoyale Offiziere zu untersuchen. Die Vorwürfe wurden jedoch fallen gelassen und der General für die brillante Führung des Feldzugs mit einer Goldmedaille des Kongresses geehrt.

### Präsidentschaftskandidaturen

Ergebnisse der US-Präsidentschaftswahlen 1852

Seit der Wahl Andrew Jacksons zum US-Präsidenten galten Mitte des 19. Jahrhunderts erfolgreiche Befehlshaber aus dem Militär als sehr populär unter den amerikanischen Wählern. Bereits bei der Präsidentschaftswahl 1840 war Scott ein potenzieller Kandidat gewesen und auf dem Nominierungsparteitag der Whig Party angetreten. Im ersten Wahlgang dort hatte er sich noch aussichtsreich platzieren können, wurde aber letztendlich von den Parteichefs aus New York und Pennsylvania zum Rückzug überredet, um William Henry Harrison zum Sieg über Henry Clay zu verhelfen. Für die Präsidentschaftswahl 1848 bewarb sich Scott erneut für das Weiße Haus. Sein größter Konkurrent innerhalb der Whigs war Zachary Taylor, ein anderer Befehlshaber im Mexikanisch-Amerikanischen Krieg. Der politisch erfahrenere Scott war zwar auf den ersten Blick der geeignetere Kandidat als der raubeinige, sich politisch so gut wie nicht positionierende Taylor, aber sein Ruf als aufgeblasener Charakter, der sich unter anderem in einer Vorliebe für ausgefallene Uniformen und Zwistigkeiten mit anderen Offizieren zeigte, hatte ihm bei seinen Soldaten den bekannten Spitznamen „old Fuss and Feathers“ (deutsch: „alter Wichtigtuer“) eingebracht und stand ihm im Weg. Als dann noch Kriegsminister William L. Marcy der Öffentlichkeit Briefe aus dem Mexikanisch-Amerikanischen Krieg zuspielte, in denen er die Ablösung von Taylor gefordert hatte, war sein Ansehen erheblich beschädigt und wichtige Figuren innerhalb der Whigs wie John J. Crittenden unterstützten fortan Taylor. Auf der Whig National Convention im Juni 1848 in Philadelphia, die den Präsidentschaftskandidat bestimmte, unterlag Scott nach vier Wahlgängen dem späteren Präsidenten Taylor deutlich mit 60:171 Stimmen.
Vier Jahre später kandidierte Scott erneut. Auf dem Nominierungsparteitag der Whigs im Juni 1852 wurde er von den Delegierten nach mehreren Wahlgängen als Kandidat aufgestellt. Er setzte sich damit gegen den amtierenden Präsidenten Millard Fillmore durch, der nach dem Tode Zachary Taylors 1850 ins Weiße Haus eingezogen war. Scotts militärischer Ruhm spielte für seine Nominierung ebenso eine Rolle wie die Tatsache, dass sich Amtsinhaber Fillmore bei vielen Delegierten aus den Nordstaaten durch seine als sklavereifreundlich angesehene Haltung unbeliebt gemacht hatte. Zu seinem Running Mate wurde der ehemalige Gouverneur von North Carolina William Alexander Graham gewählt. Die Präsidentschaftswahl am 2. November 1852 verlor er dann jedoch gegen den Demokraten Franklin Pierce. Scotts Niederlage hatte verschiedene Gründe: Seine die Sklaverei eher ablehnende Haltung kostete ihn vor allem im Süden Stimmen, während das eher sklavereifreundliche Parteiprogramm der Whigs seine Wahl im Norden verhinderte. Obendrein war auch sein Gegner Pierce als Brigadegeneral ein Veteran des Krieges gegen Mexiko. Scott konnte deswegen nur vier Staaten mit 42 Wahlmännerstimmen erringen und unterlag Pierce (254 Elektoren) deutlich. Knapp 44 Prozent der Wähler gaben für Scott ihre Stimme ab, Pierce vereinte 50,8 Prozent auf sich.

### Sezessionskrieg und letzte Tage
Trotz seiner Niederlage genoss er weiterhin große Popularität, war aber aufgrund seiner ausgeprägten Eitelkeit, Geltungssucht und Korpulenz immer noch Zielscheibe unzähliger Anekdoten, Witze und Karikaturen. Er trug nicht nur den wenig respektvollen Spitznamen „Old Fuss and Feathers“, sondern wurde wegen seiner Langlebigkeit und seines Renommees auch als „Grand Old Man of the Army“ (deutsch: „Großartiger alter Mann der Armee“) bezeichnet. Der Kongress trug dieser Beliebtheit 1855 Rechnung, als er Scott zum Generalleutnant beförderte. 1859 wurde er von Präsident Buchanan in den Nordwesten geschickt, um den Schweinekonflikt mit Großbritannien beizulegen.

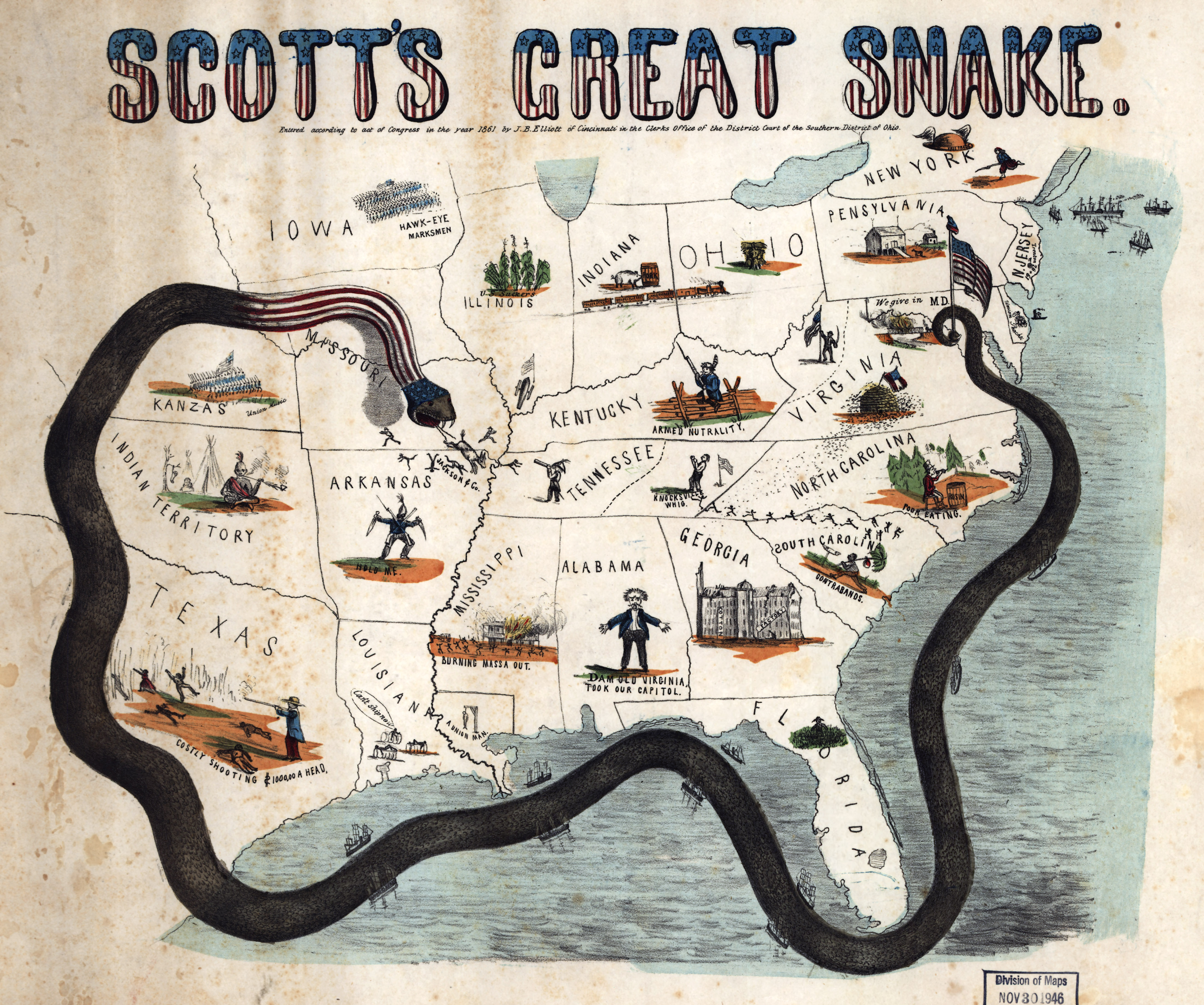
Scotts „Anaconda-Plan“, Cartoon 1861

Obwohl Scott aus den Südstaaten stammte, war er ein Gegner der Sezession und blieb deswegen der Union treu. Als 1861 der Bürgerkrieg begann, bot Scott, der zu alt, krank und übergewichtig für ein Feldkommando war, den Oberbefehl über das Feldheer Oberst Robert E. Lee an, der jedoch ablehnte und nach dem Austritt Virginias aus der Union den Oberbefehl über das virginische Heer übernahm.
Scott glaubte im Gegensatz zu der Mehrheit der Politiker und Militärs des Nordens nicht, dass ein schneller Sieg gegen die Südstaaten möglich sei. Er entwarf einen Feldzugsplan, der vorsah, schrittweise wichtiges Terrain wie den Mississippi sowie die Hafenstädte am Atlantik und am Golf von Mexiko zu besetzen und von dort nach Atlanta vorzustoßen. Man machte sich über diesen Plan öffentlich lustig, da fast alle Politiker und Militärs von einem kurzen Krieg ausgingen. Steigende Kritik an der Kriegsführung, zuletzt nach der Niederlage in dem Gefecht bei Balls Bluff, sowie Intrigen von Generalmajor McClellan, dem Oberbefehlshaber der Potomac-Armee, veranlassten Scotts Rücktritt am 1. November 1861. Sein Nachfolger wurde McClellan. Scott, der nach seiner Verabschiedung seine Memoiren verfasste und nach Europa reiste, erlebte noch, dass sein Anakonda-Plan aufgegriffen wurde und sich insbesondere durch die Blockade der Häfen und die Feldzüge Grants und Shermans (siehe unter anderem Atlanta-Feldzug) als kriegsentscheidend erwies.

### Bedeutung

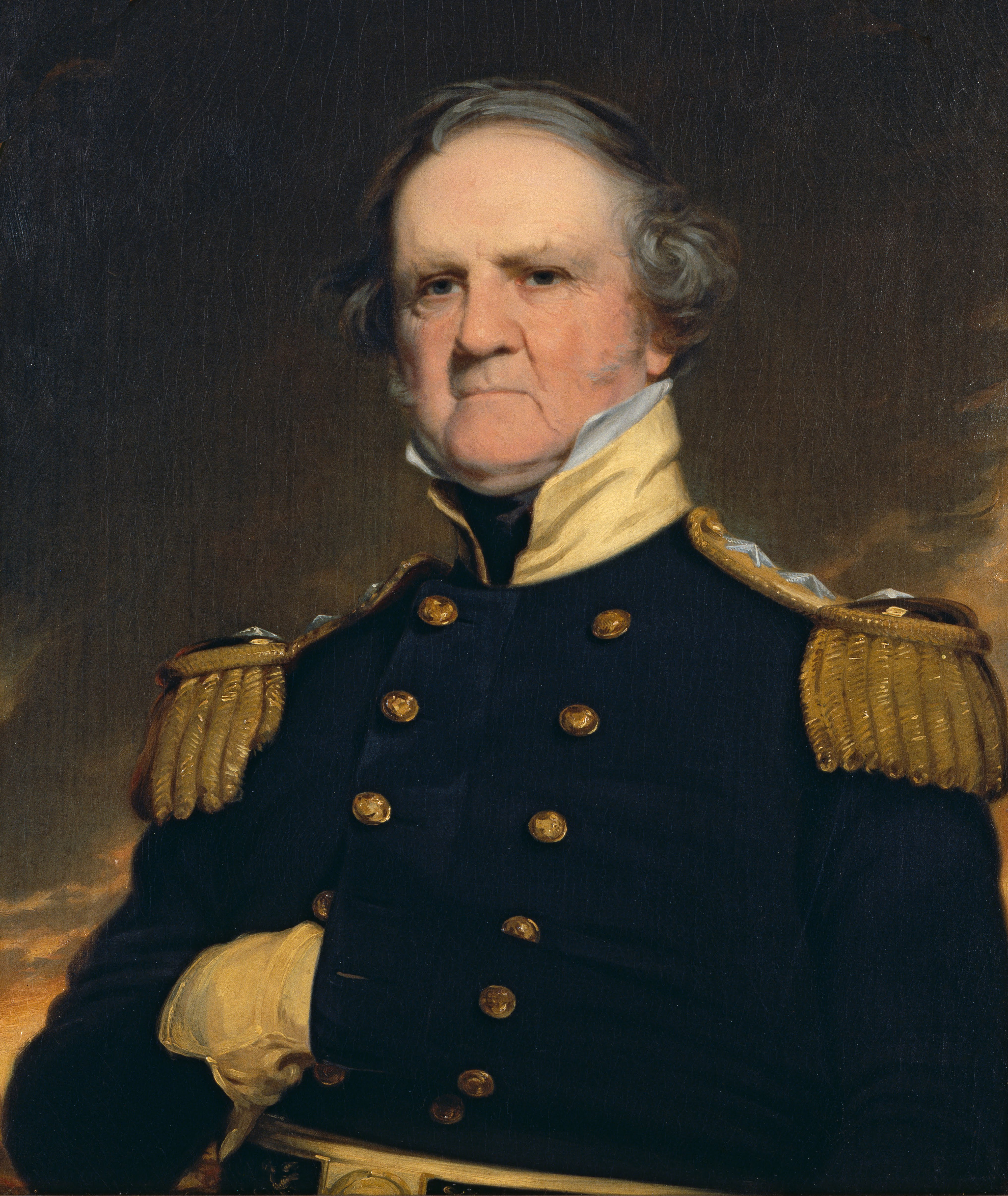
Portrait von Winfield Scott, Robert Walter Weir, 1855, National Portrait Gallery

Scott gilt als der bedeutendste Militär der USA in seiner Zeit. Ohne jemals eine Militärakademie besucht oder eine weitergehende militärische Ausbildung erfahren zu haben, war er ein brillanter Militärkommandeur. Er diente 53 Jahre von 1808 bis 1861 in der U.S. Army, alleine 47 Jahre im Rang eines Generals, unter insgesamt 14 US-Präsidenten von Thomas Jefferson bis Abraham Lincoln und damit länger als jeder andere Offizier der USA. Von 1841 bis 1861 war er zudem 20 Jahre lang Commanding General of the United States Army, mit der bis heute längsten Dienstzeit in den USA. Sein größtes Verdienst war die Modernisierung der Armee, die er von einer kleinen, schlecht ausgerüsteten und verwalteten, übermäßig politisch dominierten und nur lose organisierten Miliztruppe zu einer effektiv organisierten, disziplinierten, schlagkräftigen Berufsarmee formte, unter anderem durch die Professionalisierung des Offizierskorps, eine standardisierte Ausbildung und ein verbessertes Training der Soldaten und Mannschaften, beruhend auf festgelegten Vorschriften, Regeln und Bestimmungen nach europäischem, insbesondere französischem Vorbild sowie der Schaffung eines bürokratisierten US-Militärverwaltungsapparates.
Während seiner langen Dienstzeit war Scott an allen wichtigen militärischen, politischen und diplomatischen Ereignissen und Entscheidungen der USA beteiligt und prägte die U.S. Army ein halbes Jahrhundert lang. Er führte US-amerikanische Truppen auf den Schlachtfeldern dreier für die USA wichtiger Kriege (Britisch-Amerikanischer Krieg, Mexikanisch-Amerikanischer Krieg und am Beginn des Amerikanischen Bürgerkrieges). Darüber hinaus vermittelte er in der Nullifikationskrise 1832/33 in South Carolina, war in den 1830er Jahren am Black-Hawk-Krieg von 1832 in Illinois und am Zweiten Seminolenkrieg ab 1835 in Florida sowie an der Vertreibung der Muskogee (Creek) und Cherokee in das Indianerterritorium (Oklahoma), westlich des Mississippi, während des Pfads der Tränen beteiligt. Durch sein diplomatisches Verhandlungsgeschick bei Grenzkonflikten und -streitigkeiten mit Britisch-Kanada während der „Caroline-Affäre“ 1837, dem Aroostook-Krieg 1838/39 und dem Schweinekrieg 1859, verhinderte Scott dreimal drohende Kriege der Vereinigten Staaten mit Großbritannien. Trotz der verlorenen Kandidaturen bei einer Präsidentschaftswahl blieb er dennoch eine beliebte nationale Persönlichkeit.
1855 wurde Scott durch den US-Kongress zum Generalleutnant im Brevet-Rang befördert. Dieser Rang wurde bis dahin nur 1798 an George Washington verliehen und danach 1864 an Ulysses S. Grant, 1866 an William T. Sherman und 1869 an Philip H. Sheridan.

Zu Beginn des Amerikanischen Bürgerkrieges 1861 arbeitete er im Alter von 75 Jahren als Commanding General der U.S. Army mit dem Anakonda-Plan die langfristig angelegte militärische Gesamtstrategie der Union zur Beendigung der Sezession und Niederschlagung der Rebellion der Südstaaten aus.

## Dienstgrade und Dienstposten
Dienstgrade
- Juli 1807: Lance Corporal, Cavalry, Virginia Militia
- 3. Mai 1808: Captain, 2nd Battery, U.S. Light „Flying“ Artillery
- 6. Juli 1812: Lieutenant Colonel, 2nd U.S. Artillery
- 12. März 1813: Colonel, 2nd U.S. Artillery
- 9. März 1814: Brigadier General
- 25. Juli 1814: Brevet Major General
- 5. Juli 1841: Major General, Commanding General of the U.S. Army
- 15. Februar 1855, rückwirkend ab 29. März 1847: Brevet Lieutenant General

Dienstposten
- 3. Mai 1808 bis 6. Juli 1812: Commanding Officer of the 2nd Battery, U.S. Light „Flying“ Artillery
- 6. Juli 1812 bis 12. März 1813: Executive Officer of the 2nd U.S. Artillery
- 12. März 1813 bis 9. März 1814: Commanding Officer of the 2nd U.S. Artillery
- 18. März bis 18. Juli 1813: Chief of Staff und Adjutant General of the U.S. Army of the Center
- 9. März 1814 bis 25. Juli 1814: Commander of the Niagara-Front (1st and 2nd „Buffalo-Brigade“)
- Oktober 1814 bis Mai 1815: Commander of the 10th U.S. Army Military District (Baltimore, Maryland)
- Mai 1816 bis Mai 1821: Commander of the 3rd U.S. Army Military Department (Castle Clinton, New York City)
- Mai 1821 bis 1823: Commander of the Eastern Department (Governors Island, New York City)
- 1823 bis 1825: Commander of the Western Department (Louisville, Kentucky)
- 1825 bis 1827: Commander of the Eastern Department (New York City)
- 1827 bis 1828: Commander of the Western Department (Cincinnati, Ohio)
- November 1829 bis 1831: Commander of the Western Department (Jefferson Barracks, St. Louis Arsenal, St. Louis, Missouri)
- 1831 bis 1833: Commander of the Eastern Department (New York City)
- 1833 bis 1835: Commander of the Western Department (Memphis, Tennessee)
- 1835 bis 1837: Commander of the Eastern Department (New York City)
- 1837 bis 1839: Commander of the Western Division (Jefferson Barracks, St. Louis Arsenal, St. Louis, Missouri)
- 1839 bis 5. Juli 1841: Commander of the Eastern Division (New York City)
- 1841–1861: Commanding General of the U.S. Army (General-in-Chief)

## Schlachten und Missionen
Schlachten
Britisch-Amerikanischer Krieg von 1812/14:
- 13. Oktober 1812: Schlacht von Queenston Heights
- 25. Mai 1813: Schlacht um Fort George
- 3. Juli 1814: Eroberung von Fort Erie
- 5. Juli 1814: Schlacht bei Chippewa
- 25. Juli 1814: Schlacht bei Lundy’s Lane

Mexikanisch-Amerikanischer Krieg von 1846 bis 1848:
- Mexiko-Stadt-Feldzug vom 9. März bis 15. September 1847
  - 9.–29. März 1847: Eroberung von Veracruz
  - 18. April 1847: Schlacht von Cerro Gordo
  - 19.–20. August 1847: Schlacht von Contreras
  - 20. August 1847: Schlacht von Churubusco
- Schlacht um Mexiko-Stadt vom 8.–15. September 1847
  - 8. September 1847: Schlacht von Molino del Rey
  - 12.–13. September 1847: Schlacht von Chapultepec
  - 13. September 1847: Angriff auf die Stadttore Belén und San Cosme
  - 14.–15. September 1847: Einzug und Besetzung von Mexiko-Stadt

Diplomatische Missionen
- Nullifikationskrise 1832/33
- Caroline/McLeod-Affäre 1837
- Aroostook-Krieg 1838/39
- Schweinekonflikt 1859

## Ehrungen und Auszeichnungen

### Ehrungen

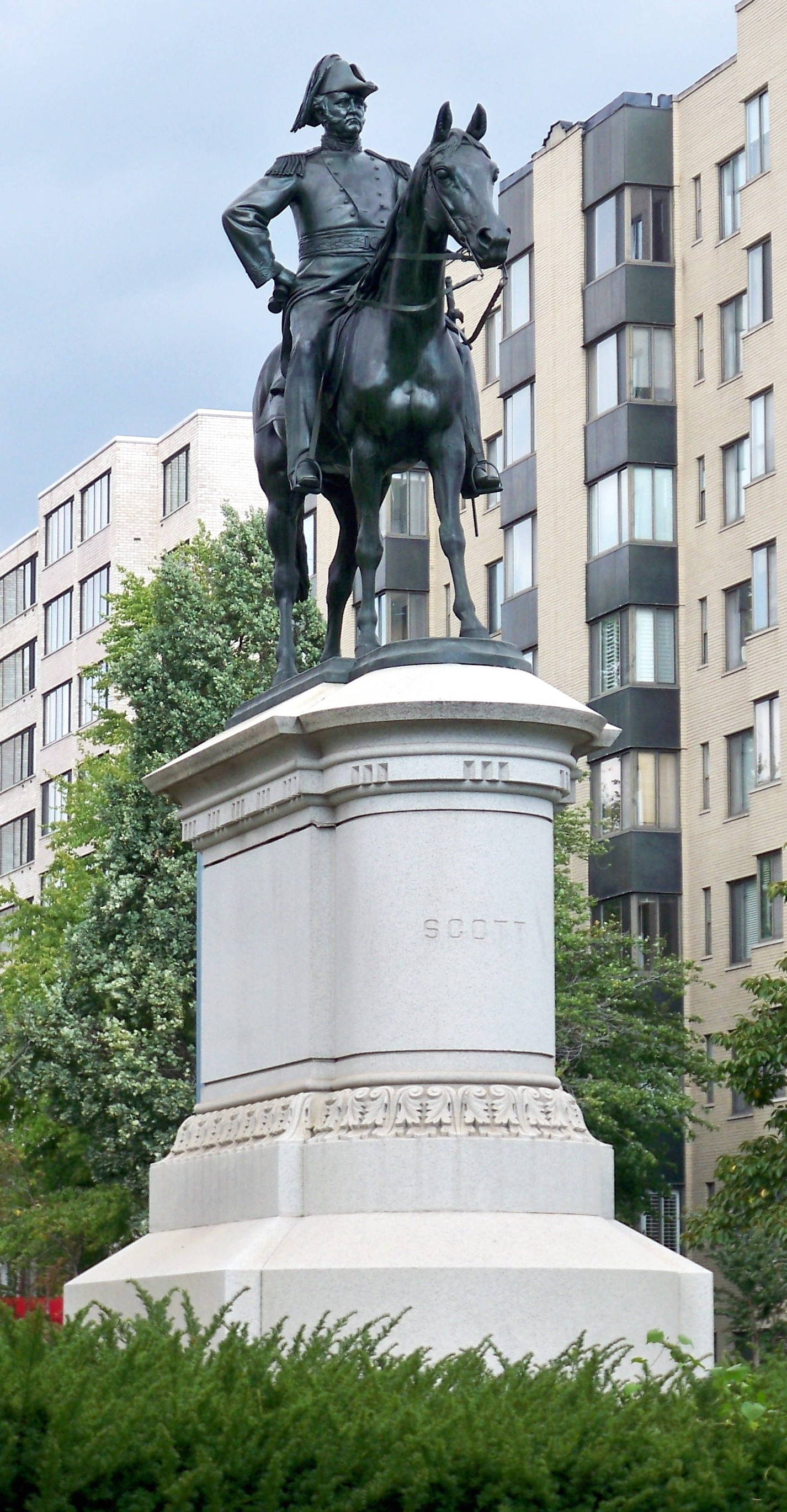
Reiterstandbild von Scott am gleichnamigen Scott Circle in Washington

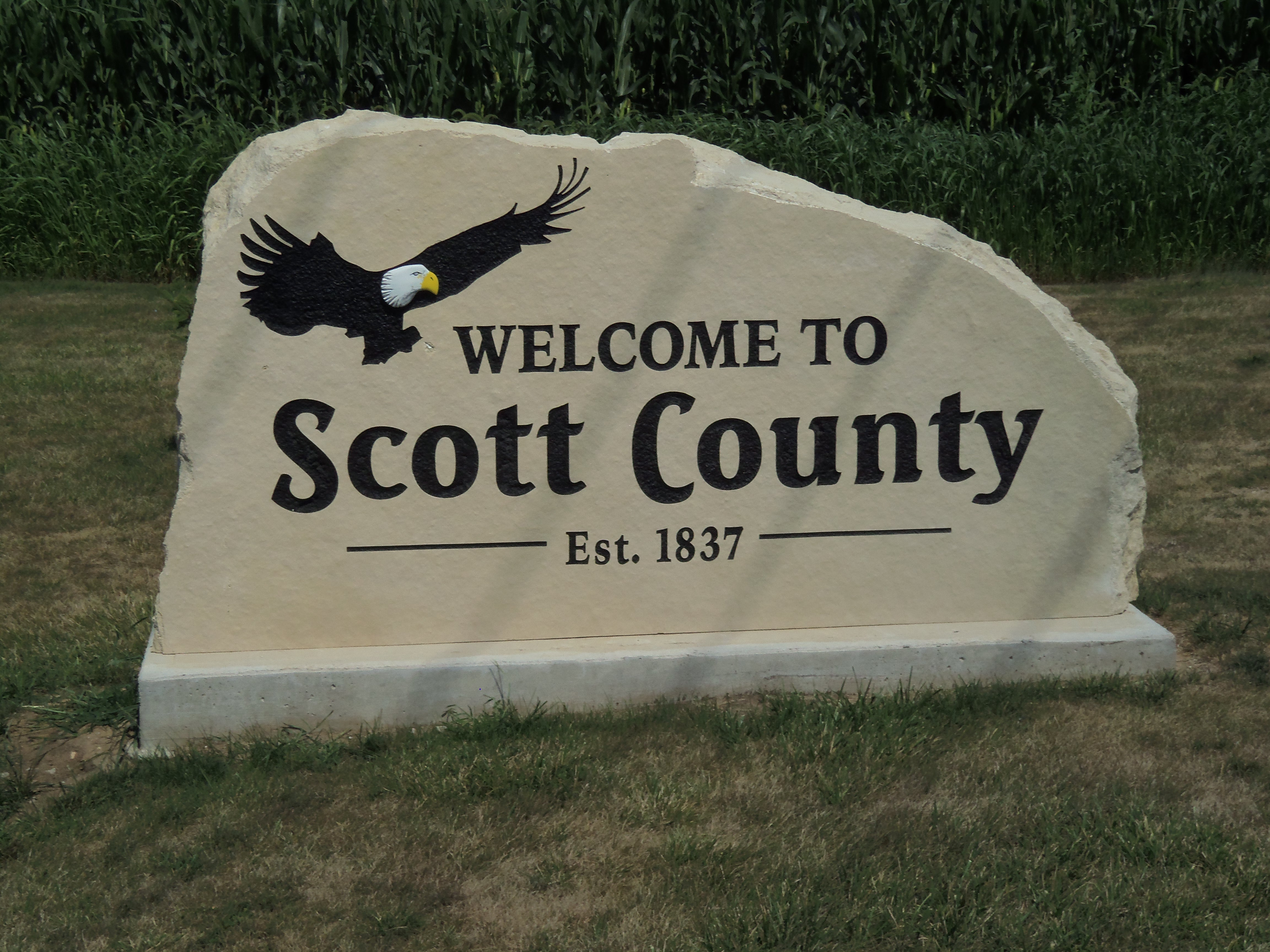
Scott County, im US-Bundesstaat Iowa.

- In der Historischen Rangordnung der höchsten Offiziere der Vereinigten Staaten wird er nach George Washington, John J. Pershing und Admiral George Dewey auf dem hohen vierten Rang geführt.
- In Washington, D.C., nördlich des Weißen Hauses am Scott Circle steht ein Reiterstandbild von „Brevet Lt. General Winfield Scott“, 1874 vom Bildhauer Henry Kirke Brown entworfen,  aus Bronze von im Mexikokrieg erbeuteten Kanonen.[34][35]
- Briefmarken
  - 24-Cent-Briefmarke von 1870, von der nur eine Million Stück herausgegeben wurden, die heute sehr wertvoll sind.
  - 2-Cent-Briefmarkeserie von 1936/37 mit Abbildung von Winfield Scott und Andrew Jackson.[36][37]
- Forts, Garnisonen, Posten, Camps sowie Festungsartillerie-Batterien:
  - Fort Winfield Scott im Arlington County (Virginia), 1861 Teil des Verteidigungsrings um Washington
  - Fort Winfield Scott im Presidio von San Francisco (Kalifornien); von 1853 bis 1861 als Fort Point an der Spitze der Landzunge am Golden Gate errichtet. 1882 kurzzeitig in Fort Winfield Scott benannt, bald wieder zurückbenannt.[38] —
  - Coast Artillery Battery Fort Winfield Scott im Presidio von San Francisco (Kalifornien), 1912 so benannt.[39]
- Countys, Städte, Dörfer (Villages) sowie Townships und Gemeindefreien Gebiete (Unincorporated Community Areas) die nach Scott sowie nach Schlachten im Mexikokrieg benannt sind:
  - Scott County (Iowa): Benannt in Erinnerung an den hier durch Winfield Scott nach Ende des Black-Hawk-Krieges von 1832 ausgehandelten Black-Hawk-Vertrag mit den Völkern der Sauk und der Meskwaki[40] — ** Scott County (Kansas)
  - Scott County (Virginia) im Scotts Heimatbundesstaat, 1814 nach ihm benannt als Anerkennung der Leistungen im Britisch-Amerikanischen Krieg von 1812.[41]
  - Scott County (Minnesota)[42] — Scott County (Tennessee)[43]
  - Cerro Gordo County (Iowa)
  - City of Winfield im Marion County (Alabama) und City of Winfield im Putnam County (West Virginia)[44]
  - City of Fort Scott im Bourbon County (Kansas)[45]
  - Scott Township im Mahaska County (Iowa)[46]
  - Town of Winfield im Lake County (Indiana)[47] — Town of Scott im Cortland County (New York)[48]
  - Town of Churubusco im Whitley County (Indiana)[49] — Village of Winfield im DuPage County (Illinois)[50]
  - Unincorporated Community Scott Depot im Putnam County (West Virginia)
- Mount Scott im Wichita Gebirge in der Nähe Von Lawton, im Comanche County, in Oklahoma (1851)[51]
- Lake Winfield Scott in der Nähe von Blairsville, im Union County in Georgia[52]
- Scott-Trupial (lat.: Icterus parisorum; engl.: Scott's Oriole), aus der Vogelgattung der Trupiale und aus der Familie der Stärlinge, wurde von Darius N. Couch (1822–1897) von der U.S. Army 1853/54 bei einer Expedition in den Südwesten der USA und nach Nordmexiko entdeckt und nach Scott benannt. Später stellte sich heraus, dass diese Vogelgattung bereits zwischen 1822 und 1826 vom französisch-italienischen Ornithologen Charles L. Bonaparte (1803–1857) entdeckt und beschrieben worden war. Scott's Oriole blieb jedoch im englischsprachigen Raum die allgemein gebräuchliche Bezeichnung für diese Vogelgattung.

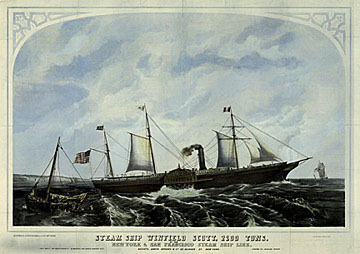
Das Seitenschaufelraddampfschiff SS Winfield Scott, 1850

- Schiffe: Seitenschaufelraddampfschiff SS Winfield Scott von 1850, Liberty-Frachter SS Winfield Scott von 1941 und der Schlepper MG Winfield Scott (LT-805) von 1993
- Winfield Scott Plaza und Winfield Scott Elementary School in Elizabeth, New Jersey, dem früheren Elizabethtown; Scott lebte hier zwischen 1817 und 1853 im Hampton Place
- Winfield Scott Boulevard in Orlando (Florida) sowie der Winfield Scott Drive in Chicago (Illinois) nach Winfield Scott benannt.
- General Winfield Scott House von 1852 in New York City, Greenwich Village, Manhattan; von Mitgliedern der Whig Party für ihn erbaute. In diesem Haus hatte er 1853/55 gelebt, seit 1973 National Historic Landmark.[53]

### Auszeichnungen
- 3. November 1814: Congressional Gold Medal für seine militärischen Verdienste und Leistungen im Britisch-Amerikanischen Krieg von 1812[54][55]
- 12. Februar 1816: Ehrendegen des Commonwealth of Virginia und der Dank der General Assembly von Virginia[56]
- 25. November 1816: Ehrendegen des Staates New York[56]
- 9. März 1848: Congressional Gold Medal (zweite Verleihung) und Thanks of Congress für seine militärischen Verdienste und Leistungen im Mexikanisch-Amerikanischen Krieg von 1846 bis 1848[54][57]
- 15. Februar 1855: rückwirkend ab 29. März 1847, der Eroberung von Veracruz und der Festung San Juan de Ulúa im Mexikanisch-Amerikanischen Krieg von 1846 bis 1848 – Verleihung des Ranges eines Brevet Generalleutnant des US-Heeres durch den US-Kongress
- 1815: Mitglied des Ordens „Society of the Cincinnati“[58]
- 1847: Ehrenmitglied des Militärordens „Aztec Club of 1847“[59]
- 1865: Waffenbruder des „Military Order of the Loyal Legion of the United States“ („Loyal Legion“, MOLLUS)[60]
- 1814: Ehrentitel Master of Arts (M.A.) des Princeton College in Princeton (New Jersey)
- 1850: Ehrendoktor als Doctor of Laws des Columbia College in New York City
- 1861: Ehrendoktor als Doctor of Laws des Harvard College in Cambridge (Massachusetts)

## Wissenswertes, Filme

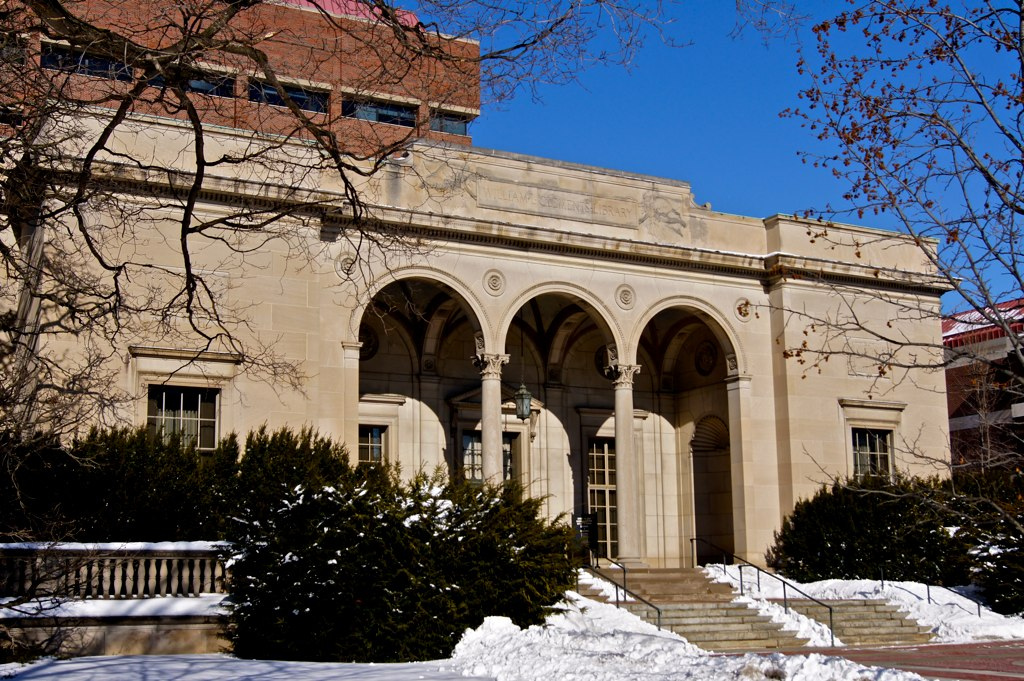
Die William L. Clements Library in Ann Arbor (Michigan) mit dem Nachlass von Scott

- Während des Mexikanisch-Amerikanischen Krieges 1846/48 führte Scott in Veracruz mit 10.000 US-Soldaten das bis dahin größte amphibische Landeunternehmen der US-amerikanischen Militärgeschichte durch.[61]
- Der in den USA gebrauchte Ausspruch der Verblüffung, des Erstaunenes, Verwunderns oder des Erschreckens „Great Scott!“, könnte indirekt auch auf die Person von Scott zurückgehen, hat aber verschiedene Erklärungen. Als erstes könnte der Begriff auf Sir Walter Scott zurückgehen, von dem 1830 im Sydney Monitor ein Gedicht veröffentlicht wurde mit dem Bemerken „When shall we see thy like again? Great Scott!“.[62] Danach stand in einer Ausgabe der New York Times vom Mai 1861: „These gathering hosts of loyal freemen, under the command of the great SCOTT.“ Nachweisbar überliefert ist der Begriff dann hingegen im später unter dem Titel Eye of the Storm: A Civil War Odyssey veröffentlichten Tagebuch des Private Robert Knox Sneden (1832–1918), der während des Amerikanischen Bürgerkrieges als Kartograf auf der Seite der Nordstaaten diente. Unter einem Tagebucheintrag von 1864 ist zu Lesen: „‘Great Scott,’ who would have thought that this would be the destiny of the Union Volunteer in 1861–2 while marching down Broadway to the tune of ‘John Brown’s Body’.“ Auch in drei weiteren Schriften ist der Begriff zu finden, einmal im „Galaxy Magazine“ vom Juli 1871: „‘Great—Scott!’ he gasped in his stupefaction, using the name of the then commander-in-chief for an oath, as officers sometimes did in those days“, zum anderen im Buch Americanisms. The English of the New World von Maximilian Schele De Vere von 1872: „‘Scott, Great!’ a curious euphemistic oath, in which the name of a well-known general is substituted for the original word, probably merely because of its monosyllabic form“ sowie in dem Satz, „Great Scott! I must be bad!“ aus dem im Oxford English Dictionary aufgeführten Roman The Tinted Venus. A Farcical Romance von 1885, vom britischen Autor Thomas Anstey Guthrie, der unter dem Pseudonym F. Anstey veröffentlichte.
- Scott wurde in den folgenden Filmen, Serien von den folgenden Schauspielern dargestellt:
  - The Fall of Blackhawk, Historiendrama, USA 1912 (Kurzfilm), gespielt von Chester Gould (* 1900 † 1985)
  - The Heart of Maryland, Drama, Romanze, USA 1927, gespielt von S.D. Wilcox (1863–1945)
  - Abraham Lincoln, biografisches Historiendrama, USA 1930, gespielt von James Bradbury Sr. (1857–1940)
  - They Died with Their Boots On (dt.: Sein letztes Kommando), biografisches Drama, Romanze, USA 1941, gespielt von Sydney Greenstreet
  - Kansas Pazifik, Western, Romanze, USA 1953, gespielt von Roy Gordon (1896–1978)
  - Riverboat (Serie, 2 Staffeln, 44 Episoden): Staffel 2, Episode 9: The Quota (1960), Western, Abenteuer, USA 1959–1961, gespielt von Stuart Randall (1909–1988)
  - Lincoln (Mini-Series, 2 Staffeln, 6 Episoden): Staffel 2, Episode 1: The Unwilling Warrior (1975), biografisches Historiendrama, USA 1974–1976, gespielt von Robert Emhardt (1914–1994)
  - North and South (dt.: Fackeln im Sturm, Mini-Serie, 3 Romane, 3 Staffeln, 15 Episoden): Staffel 2, Episode 1 (dt.: Am Rande des Abgrunds, 1986) und Staffel 2, Episode 3 (dt.: Die Ketten fallen, 1986), Romanverfilmung, USA 1985786, 1994, gespielt von Lee Anthony
  - Lincoln (Mini-Serie), Drama, USA 1988, gespielt von John Houseman (1902–1988)
  - Lincoln, biografischer Historienfilm, USA 1992, gespielt von Burgess Meredith
  - War of 1812 (Mini-Serie, 4 Episoden), historisches Dokudrama, Kanada 1999, gespielt von Nigel Bennett
  - One Man's Hero (dt.: Rileys letzte Schlacht), Action-Historiendrama, USA, Spanien, Mexiko 1999, gespielt von Patrick Bergin (* 1951)
  - Lost River: Lincoln's Secret Weapon, Historienfilm, USA 2009, gespielt von Wayne Strickler
- Der Nachlass von Scott mit persönlichen Dokumenten, Briefen, Papieren und Unterlagen befindet sich heute als Winfield Scott Collection, 1809–1862 im Bestand der William L. Clements Library der University of Michigan in Ann Arbor (Michigan).[63]